# Antoine-Jacques-Louis Jourdan
Antoine-Jacques-Louis Jourdan (∗ 29. Dezember 1788 in Paris; † 2. Januar 1848 ebenda) war ein französischer Militärarzt, medizinischer Schriftsteller und Übersetzer.

## Leben
Zunächst als Unter-Assistent-Chirurg (chirurgien sous-aide), später als Assistent-Chirurg (aide-major) in der Kaiserlichen Garde nahm er vom 2. Juni 1807 bis 1814 an einem Großteil der napoleonischen Kriege teil. Er wurde durch Pierre-François Percy protegiert und war u. a. in Königsberg, in Berlin und in Paris (Val-de-Grâce) stationiert. 1813 erhielt er den Orden der Wiedervereinigung, 1821 den Orden der Ehrenlegion. 1814, nach der Entlassung aus der Armee, zog er sich in seine Studierstube zurück, wo er wissenschaftliche Literatur studierte, übersetzte und herausgab.

## Übersetzungen

### Aus dem Deutschen
- Franz Leopold Lafontaine. Traité de la plique polonaise. 1808.
- August Friedrich Hecker. Traité des différentes espèces de gonorrhées. Paris 1812.

Original: Deutliche Anweisung die venerischen Krankheiten genau zu erkennen und richtig zu behandeln. Erfurt 1791.
- Kurt Sprengel. Histoire de la médecine depuis son origine jusqu’au XIXè s.; traduit de l’allemand sur la seconde édition. 9 Bände. Deterville et Th. Desoer, Paris 1815–1820.[2]

Original: Versuch einer pragmatischen Geschichte der Arzneikunde. 5 Bände. 2. Aufl. J.J. Gebauer, Halle 1800–1803 (1. Aufl. 1792–1803).
- Johann Gottlieb Buhle. Histoire de la philosophie moderne. 7 Bände. Fournier, Paris 1816.

Original: Lehrbuch der Geschichte der Philosophie und einer kritischen Literatur derselben. 8 Bände. J.F. Röwer, Göttingen 1796–1804.
- Friedrich Tiedemann. Anatomie du cerveau, contenant l’histoire de son développement dans le fœtus, avec une exposition comparative de sa structure dans les animaux. Baillière, Paris 1823.[3]

Original: Anatomie und Bildungsgeschichte des Gehirns im Foetus des Menschen nebst einer vergleichenden Darstellung des Hirnbaues in den Thieren. Stein, Nürnberg 1816.
- Christoph Wilhelm Hufeland. La macrobiotique ou l’art de prolonger la vie de l’homme. Baillière, Paris 1824.[4]

Original: Die Kunst das menschliche Leben zu verlängern. Akad. Buchhandlung, Jena 1797.
- Johann Friedrich Meckel der Jüngere. Manuel d’anatomie générale, descriptive et pathologique. 3 Bände. Baillière, Paris 1825.[5]

Original: Handbuch der menschlichen Anatomie. 4 Bände.
- Englische Ausgabe nach der Übersetzung von Jourdan. Manuel of general, descriptive, and pathological anatomy. 3 Bände. Carey & Lea, Philadelphia 1832.

- Johann Georg Zimmermann. La solitude. Baillière, Paris 1826.

Original: Über die Einsamkeit. 1784/85.
- Friedrich Tiedemann und Leopold Gmelin. Recherches expérimentales, physiologiques et chimiques sur la digestion, cosidérée dans les quatre classes d’animaux vertébrés. 2 Bände. Baillière, Paris 1826–1827.

Original: Die Verdauung nach Versuchen. 2 Bände. Heidelberg und Leipzig 1826.
- Friedrich Tiedemann. Traité complet de physiologie de l’homme. 2. Bände. Baillière, Paris 1831.[7]

Original: Physiologie des Menschen. 1. Band: Allgemeine Betrachtungen der organischen Körper. C.W. Leske, Darmstadt 1830.
- Heinrich Rose. Traité pratique d'analyse chimique. 2 Bände. Baillière, Paris 1832.

Original: Handbuch der analytischen Chemie. 2 Bände. Mittler, Berlin 1829.
- Samuel Hahnemann. Exposition de la doctrine médicale homœopathique, ou organon de l’art de guérir … et suivie d’une Pharmacopée homœopatique. Nouvelle traduction sur la Quatrième Édition. Baillière, Paris 1832.

Original: u.A. Organon der Heilkunst. 4. Auflage. Dresden und Leipzig 1829.
- Samuel Hahnemann. Traité de matière médicale, ou de l’action pure des médicaments homœopathiques. 3 Bände. Baillière, Paris, 1834.[8]
- Carl Gustav Carus. Traité élémentaire d’anatomie comparée, suivi de recherches d’anatomie philosophique ou transcendante sur les parties primaires du système nerveux et du squelette intérieur et extérieur. 3 Bände. Baillière, Paris 1835.[9]

Original: Grundzüge der vergleichenden Anatomie und Physiologie. 3. Bände. Hilscher, Dresden 1818.
- Karl Friedrich Burdach. Traité de physiologie comme science d'observation. 9 Bände. Baillière, Paris 1837–1841.[10]

Original:  Die Physiologie als Erfahrungswissenschaft. 6 Bände. Voß, Leipzig 1826–1840.
- Justus von Liebig. Manuel pour l’analyse des substances organiques. Baillière, Paris 1838.

Original: Anleitung zur Analyse organischer Körper. Vieweg, Braunschweig 1837.
- Christoph Wilhelm Hufeland. Manuel de médecine pratique. Lucas, Paris 1838.[11]

Original: System der praktischen Heilkunde. 3 Bände. Wien 1802–1806.
- T.L.G. Bischoff. Traité du développement de l’homme et des mammifères. In: Bischoff et al.: Encyclopédie anatomique. Band 8. Baillière, Paris 1843.[12]

### Aus dem Italienischen
- Luigi Rolando: Inductions physiologiques et pathologiques sur les différentes espèces d’exitabilité et d’exitement, sur l’irritation, et sur les puissances excitantes, débitltantes et irritantes. Caille et Ravier, Paris 1822. Zusammen mit François Gabriel Boisseau.[13]

Original: Cenni fisico-patologici sulle differente specie d’eccitabilità e d’eccitamento, sull’irritatione e sulle potenze eccitanti, debilitanti, ed irritanti. Turin 1821.

## Eigene Arbeiten
- Zahlreiche Beiträge im Dictionnaire des sciences médicales. Panckoucke, Paris 1812–1822. Darunter der Artikel Feu im Bd. 15 (1816), S. 87–158.[14]
- Notice historique sur le prince de Hohenlohe, avec des réflexions sur les cures qui lui ont été attribtuées. C.L.F. Panckoucke, Paris 1823.[15]
- Traité complet des maladies vénériennes. 2 Bände. Méquignon-Marvis, Paris, 1826. In dieser Arbeit dominieren zwei Aussagen:

1° dass die Syphilis weder aus Amerika importiert wurde, noch dass sie eine neue Krankheit sei;
2° dass Quecksilber nicht das einzige Heilmittel gegen venerische Erkrankungen sei und dass der Missbrauch, den man damit betrieb, Grund für viele Nebenwirkungen sei.
- Pharmacopée universelle. 2 Bände. Baillière, Paris 1828.[16]
- Dictionnaire raisonné, étymologique, synonymique et polyglotte des termes usités dans les sciences naturelles. 2 Bände. Baillière, Paris 1834.
- Note géologique et paléontologique sur Vals et ses environs. In: Clermont. Recueil d’observations physiologiques et cliniques sur les eaux minérales de Vals. Baillière, Paris 1867. S. 299–338.[17]